# الزنادقة (كتاب)
الزنادقة عبارة عن مجموعة من 20 مقالة للكاتب الإنجليزي "ج. ك. تشيسترتون" نشره جون لين عام 1905.
يقتبس بشكل مطول ويجادل عنه بشكل مكثف ضد الملحد جوزيف مكابي، ويلقي خطبًا لاذعة عن صديقه الشخصي المقرب ومنافسه الفكري، جورج برنارد شو، وكذلك فريدريك نيتشه، ,"هـ. جي ويلز"، وروديارد كيبلينج ومجموعة من كبار المثقفين الآخرين في عصره، وكان يعرف الكثير منهم شخصيًا. حيث تتراوح موضوعاته من علم الكونيات إلى علم الإنسان وإلى علم الخلاص ويجادل ضد العدمية الفرنسية، والألمانية الإنسانية، والإنجليزية النفعية، والتوفيق بين المعتقدات من "الحداثة الغامضة"، والداروينية الاجتماعية، وعلم تحسين النسل، وغطرسة وكراهية البشر الأوروبيين المثقفين. وجنبا إلى جنب مع الأرثوذكسية، حيث يعتبر هذا الكتاب محوريًا في مجموعة اللاهوت الأخلاقي.

## الفصول
1. ملاحظات تمهيدية عن أهمية الأرثوذكسية
2. عن الروح السلبية
3. عن السيد روديارد كيبلينج وتصغير العالم
4. السيد. برنارد شو
5. السيد. "ح. جي ويلز" والعمالقة
6. عيد الميلاد والجماليات
7. عمر والكرمة المقدسة
8. لطف الصحافة الصفراء
9. مزاج السيد جورج مور
10. على الصنادل والبساطة
11. العلم والهمج
12. الوثنية والسيد لويس ديكنسون
13. الكلت وعشاق السلتوفيل
14. عن بعض الكتاب المعاصرين ومؤسسة الأسرة
15. عن الروائيين الأذكياء والجهاز الذكي
16. عن السيد مكابي ورعونة إلهية
17. على ذكاء ويسلر
18. مغالطة الأمة الشابة
19. روائيو الأحياء العشوائية والأحياء الفقيرة
20. ملاحظات ختامية حول أهمية الأرثوذكسية